# Joseph Deschoenmaecker
Joseph Deschoenmaecker, detto Jos (Malines, 2 ottobre 1947), è un ex ciclista su strada e dirigente sportivo belga.
Professionista dal 1969 al 1982, conquistò un successo di tappa al Tour de France e uno alla Vuelta a España. Prese parte a tre edizioni dei Campionati del mondo di ciclismo su strada.

## Carriera
Corridore solido e capace in salita, fu un fidato gregario di Eddy Merckx fra il 1971 ed il 1978 specialmente per quanto concerneva le gare a tappe e quindi i grandi giri, riuscendo peraltro a vincere una tappa alla Vuelta a España 1973 e una al Tour de France 1980.
Ottenne buoni risultati fra il 1970 ed il 1971 in alcune gare in linea del panorama europeo: secondo alla Bruxelles-Ingooigem nel 1970, terzo alla Freccia Vallone, secondo al Rund um den Finanzplatz Eschborn-Frankfurt (in questo caso dietro il solo Merckx) e sesto alla Amstel Gold Race nel 1971. Nelle brevi corse a tappe fu invece sesto nel Giro di Sardegna e settimo alla Parigi-Nizza nel 1971, entrambe vinte dal suo capitano Merckx, e sesto al Tour de Romandie nel 1975.
Terminata l'attività agonistica è stato per qualche tempo nello staff di una squadra ciclistica belga minore. Anche suo figlio Stijn Deschoenmaecker è stato per alcuni anni un ciclista professionista.

## Palmarès
- 1967 (Dilettanti, una vittoria)

Classifica generale Tour de la Province de Namur
- 1968 (Dilettanti, due vittorie)

1ª tappa Tour de la Province de Namur (Namur > Floreffe)
Classifica generale Tour de la Province de Namur
- 1969 (Dilettanti, tre vittorie)

Circuit de Niel
Onze-Lieve-Vrouw Waver dilettanti
7ª tappa Giro del Belgio dilettanti (Teralfene > Spa)
- 1970 (Mann, una vittoria)

Circuit de la Vallée de la Senne
- 1971 (Molteni, una vittoria)

Omloop Hageland-Zuiderkempen - Grand Prix Betenkom
- 1973 (Molteni, due vittorie)

Eeklo
4ª tappa Vuelta a España (Alcázar de San Juan > Cuenca)
- 1975 (Molteni, una vittoria)

Flèche Rebecquoise - Rebecq-Rognon
- 1980 (Marc, una vittoria)

16ª tappa Tour de France (Trets > Pra Loup)

### Altri successi
- 1971 (Molteni, una vittoria)

Kermesse di Onze-Lieve-Vrouw Waver
- 1972 (Molteni, due vittorie)

3ª tappa, 2ª semitappa Tour de France, (Merlin-Plage, cronosquadre)
Criterium di Rijmenam
- 1973 (Molteni, una vittoria)

6ª tappa, 2ª semitappa Vuelta a España (Puebla de Farnals, cronosquadre)
Kermesse di Oostdinkerke
- 1974 (Molteni, una vittoria)

1ª tappa, 1ª semitappa Escalada a Montjuïc (Montjuïc, cronosquadre)
- 1980 (Marc, una vittoria)

Criterium di Koersel

## Piazzamenti

### Grandi Giri
- Tour de France

1970: 57º
1972: 22º
1974: 45º
1975: 17º
1977: 29º
1978: 20º
1979: 21º
1980: 66º
1981: 67º
1982: ritirato (alla 3ª tappa)
- Giro d'Italia

1972: 26º
1973: 28º
1974: 37º
1976: 29º
- Vuelta a España

1973: ritirato

### Classiche monumento
- Milano-Sanremo

1974: 112º
1978: 135º
1980: 86º
- Giro delle Fiandre

1972: 73º
- Liegi-Bastogne-Liegi

1970: 15º
1973: 54º

### Competizioni mondiali
- Campionati del mondo su strada

Gap 1972 - In linea: ritirato
Montjuïc 1973 - In linea: ritirato
Mettet 1975 - In linea: ritirato